# Javania fusca
Espèce
Statut CITES
Javania fusca est une espèce de coraux appartenant à la famille des Flabellidae.